# Sorocha maylini
Sorocha maylini är en skalbaggsart som beskrevs av Soula 2006. Sorocha maylini ingår i släktet Sorocha och familjen Rutelidae. Inga underarter finns listade i Catalogue of Life.